# Lac du Vernex
Le lac du Vernex, dit aussi lac de Rossinière, est un lac de barrage, sur la rivière Sarine à Rossinière, dans le district de la Riviera-Pays-d'Enhaut du canton de Vaud en Suisse.

## Histoire
Le lac du Vernex a été formé à la suite de la construction du barrage de Rossinière en 1973.

## Situation
Le lac s'ensable de 40 000 m3 d'alluvions par an et, si rien n'est fait, il devrait être comblé en 2035.